# Michał Rakoczy
Michał Rakoczy (Jasło, 2002. március 30. –) lengyel korosztályos válogatott labdarúgó, az Ankaragücü középpályása, kölcsönben a Cracoviától.

## Pályafutása

### Klubcsapatokban
Rakoczy a lengyelországi Jasło városában született. Az ifjúsági pályafutását a helyi UKS 6 Jasło csapatában kezdte, majd a Cracovia akadémiájánál folytatta.
2018-ban mutatkozott be a Cracovia lengyel első osztályban szereplő felnőtt csapatában. Először a 2018. május 19-ei, Pogoń Szczecin ellen 4–1-re elvesztett mérkőzés 87. percében, Krzysztof Piąteket váltva lépett pályára. Első gólját 2019. szeptember 16-án, a Piast Gliwice ellen 2–0-ra megnyert találkozón szerezte meg. A 2020–21-es szezonban a másodosztályú Puszcza Niepołomice csapatát erősítette kölcsönben. 2020. szeptember 27-én, a Chrobry Głogów ellen 2–0-ás győzelemmel zárult bajnokin debütált. 2025. január 18-án a török Ankaragücü csapatához került kölcsönbe hat hónapra, vételi opcióval.

### A válogatottban
Rakoczy az U16-os, az U19-es, az U20-as és az U21-es korosztályú válogatottakban is képviselte Lengyelországot.
2022-ben debütált az U21-es válogatottban. Először a 2022. szeptember 23-ai, Görögország ellen 1–0-ra elvesztett mérkőzésen lépett pályára.

## Statisztikák
2023. július 22. szerint
| Klub                             | Szezon           | Liga             | Bajnokság | Bajnokság | Kupa és Ligakupa | Kupa és Ligakupa | Nemzetközi | Nemzetközi | Összes | Összes |
| Klub                             | Szezon           | Liga             | Mérk.     | Gólok     | Mérk.            | Gólok            | Mérk.      | Gólok      | Mérk.  | Gólok  |
| -------------------------------- | ---------------- | ---------------- | --------- | --------- | ---------------- | ---------------- | ---------- | ---------- | ------ | ------ |
| Cracovia                         | 2017–18          | Ekstraklasa      | 1         | 0         | 0                | 0                | —          | —          | 1      | 0      |
| Cracovia                         | 2019–20          | Ekstraklasa      | 9         | 1         | 2                | 0                | —          | —          | 11     | 1      |
| Cracovia                         | 2021–22          | Ekstraklasa      | 24        | 3         | 1                | 0                | —          | —          | 25     | 3      |
| Cracovia                         | 2022–23          | Ekstraklasa      | 30        | 7         | 2                | 0                | —          | —          | 32     | 7      |
| Cracovia                         | 2023–24          | Ekstraklasa      | 1         | 1         | 0                | 0                | —          | —          | 1      | 1      |
| Cracovia                         | Összesen         | Összesen         | 65        | 12        | 5                | 0                | 0          | 0          | 70     | 12     |
| Puszcza Niepołomice (kölcsönben) | 2020–21          | I Liga           | 28        | 0         | 2                | 0                | —          | —          | 30     | 0      |
| Karrier összesen                 | Karrier összesen | Karrier összesen | 93        | 12        | 7                | 0                | 0          | 0          | 100    | 12     |

## Sikerei, díjai

### Klubcsapatokban
Cracovia
- Lengyel Kupa
  - Győztes (1): 2019–20

### Egyéni
- A hónap fiatal játékosa az Ekstraklasa-ban: 2022. február,[13] 2022. július[14]